# タホフ郡
タホフ郡（タホフぐん、Okres Tachov, ドイツ語 der Bezirk Tachau, ポーランド語 Powiat Tachov）は、チェコ・プルゼニ州の一郡（オクレス okres）である。